# Ярина Роман Іванович
Роман Іванович Ярина — старший солдат підрозділу Збройних Сил України, учасник російсько-української війни, який загинув у ході російського вторгнення в Україну в 2022 році.

## Життєпис
Народився 15 червня 1989 року на Львівщині. 
До російського вторгнення в Україну працював на Львівському комунальному підприємстві «Львівводоканал» слюсарем-сантехніком у складі дільниці з монтажу та обслуговування вузлів обліку води.
Героїчно загинув 5 квітня 2022 року у бою з російськими окупантами (місце — не уточнено).

## Нагороди
- орден За мужність III ступеня (2022, посмертно) — за особисту мужність і самовіддані дії, виявлені у захисті державного суверенітету та територіальної цілісності України, вірність військовій присязі[4].